# Pant
Pant er en sikkerhed i aktiver stillet for opfyldelse af en forpligtelse. Et pant kan omfatte materielle og immaterielle aktiver, et eller flere aktiver og bestemte eller ubestemte aktiver. Pant stilles typisk til sikkerhed for lån, kontraktlige forpligtelser, erstatninger m.fl. I dansk ret opdeles pantsætningsmetoden i håndpant, hvor panthaveren får pantegenstanden i hænde, og underpant, hvor panthaverens ret over aktiverne tinglyses.
Et pantebrev er et tinglyst dokument, hvor en ejer giver en anden sikkerhed i sin faste ejendom imod udlån af penge.
Pant og kaution er de to hyppigst anvendte typer kreditsikring. Pant giver kreditor reel sikkerhed; hvorimod kaution giver kreditor personel sikkerhed.